# Liste von Burgen, Schlössern und Festungen im Département Charente
Die Liste von Burgen, Schlössern und Festungen im Département Charente listet bestehende und abgegangene Anlagen im Département Charente auf. Das Département zählt zur Region Nouvelle-Aquitaine in Frankreich.

Wappen des Départements Charente (16)
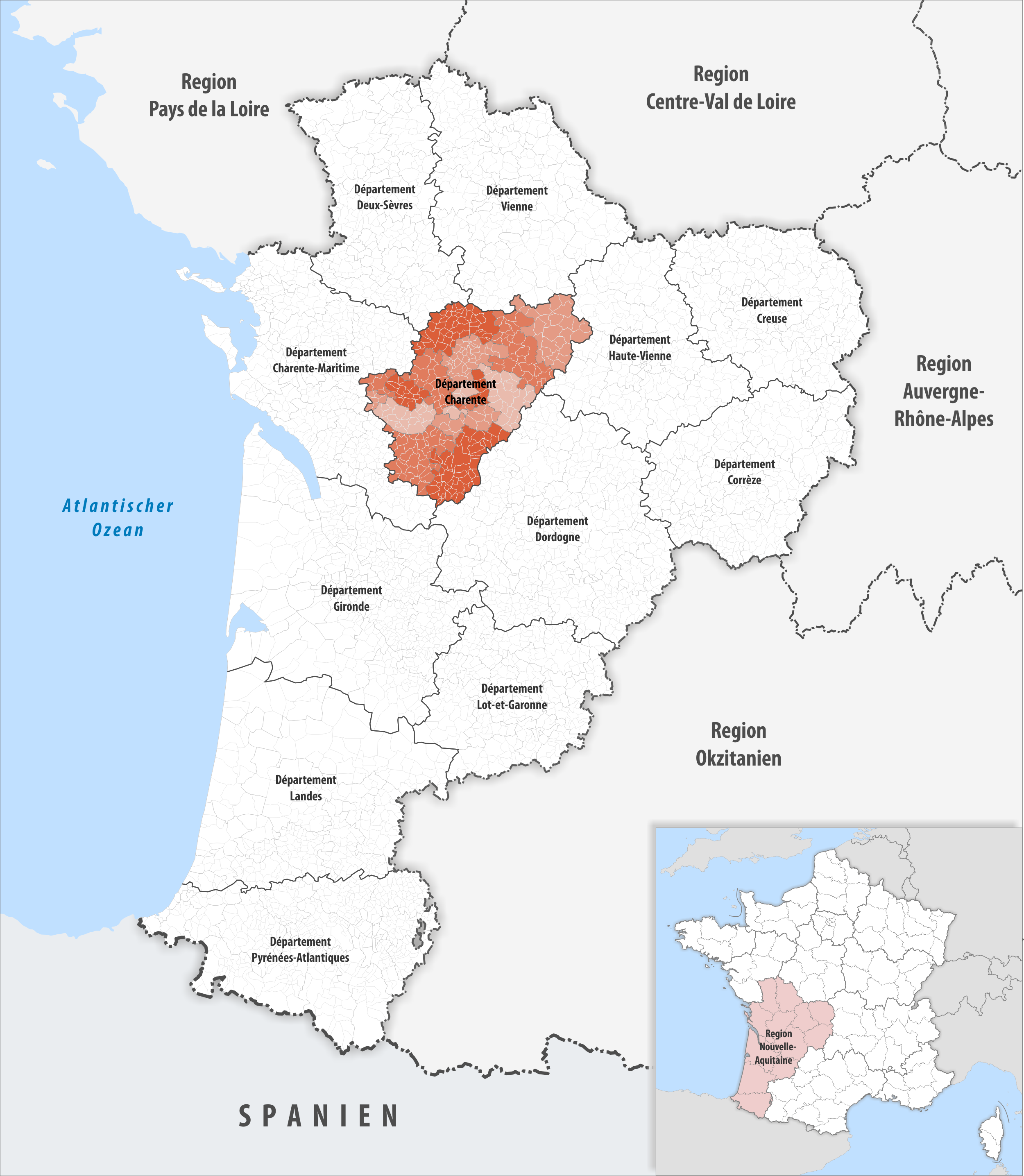
Lage des Départements Charente in der Region Nouvelle-Aquitaine
Lage der Region Nouvelle-Aquitaine in Frankreich

## Liste
Bestand am 30. Oktober 2022: 166
| Name deu / fra                                                        | Gemeinde / Lage                                | Typ (Untertyp)       | Bemerkungen                                                            | Bild |
| --------------------------------------------------------------------- | ---------------------------------------------- | -------------------- | ---------------------------------------------------------------------- | ---- |
| Schloss L’Abrègement Château de l'Abrègement                          | Bioussac 46,028187° N, 0,280186° O             | Schloss              | Domäne                                                                 |      |
| Herrenhaus Aizecq Manoir d'Aizecq                                     | Nanteuil-en-Vallée 45,990357° N, 0,280832° O   | Schloss (Herrenhaus) |                                                                        |      |
| Castrum Andone Castrum d'Andone                                       | Villejoubert 45,79139° N, 0,16472° O           | Burg                 | Reste aus gallorömischer Zeit, später vermutlich karolingische Festung |      |
| Schloss Angoulême Hôtel de ville d'Angoulême                          | Angoulême 45,64833° N, 0,15639° O              | Schloss              | Heute das Rathaus (Hôtel de ville)                                     |      |
| Schloss Anqueville Château d'Anqueville                               | Bouteville 45,63111° N, 0,12083° W             | Schloss              |                                                                        |      |
| Schloss Ardenne Château d'Ardenne                                     | Moulidars 45,6626° N, 0,0378° W                | Schloss              |                                                                        |      |
| Schloss Ars Château d'Ars                                             | Ars 45,64583° N, 0,39° W                       | Schloss              |                                                                        |      |
| Burg Aubeterre Château d'Aubeterre                                    | Aubeterre-sur-Dronne 45,271638° N, 0,170709° O | Burg                 |                                                                        |      |
| Schloss Bagnolet Château de Bagnolet                                  | Cognac                                         | Schloss              |                                                                        |      |
| Schloss Balzac Château de Balzac                                      | Balzac 45,707627° N, 0,109165° O               | Schloss              |                                                                        |      |
| Burg Barbezières Château de Barbezières                               | Barbezières                                    | Burg                 |                                                                        |      |
| Burg Barbezieux Château de Barbezieux                                 | Barbezieux-Saint-Hilaire                       | Burg                 |                                                                        |      |
| Schloss La Barre Château de la Barre                                  | Villejoubert                                   | Schloss              |                                                                        |      |
| Burg Bayers Château de Bayers                                         | Bayers                                         | Burg                 |                                                                        |      |
| Schloss Beauregard Château de Beauregard                              | Juillac-le-Coq                                 | Schloss              | Weingut                                                                |      |
| Schloss Belleville Château de Belleville                              | Feuillade                                      | Schloss              |                                                                        |      |
| Schloss Bellevue Château de Bellevue                                  | Saint-Avit                                     | Schloss              |                                                                        |      |
| Schloss Blanzaguet Château de Blanzaguet                              | Blanzaguet-Saint-Cybard                        | Schloss              |                                                                        |      |
| Schloss Bonnes Château de Bonnes                                      | Bonnes                                         | Schloss              |                                                                        |      |
| Schloss Bouëx Château de Bouëx                                        | Bouëx                                          | Schloss              |                                                                        |      |
| Schloss Le Bouquet Logis du Bouquet                                   | Javrezac                                       | Schloss (Logis)      |                                                                        |      |
| Schloss Bourg-Charente Château de Bourg-Charente                      | Bourg-Charente                                 | Schloss              |                                                                        |      |
| Schloss Bourgneuf Logis de Bourgneuf                                  | Cherves-Richemont                              | Schloss (Logis)      |                                                                        |      |
| Burg Bourgon Château de Bourgon                                       | Valence                                        | Burg                 |                                                                        |      |
| Schloss Boussac Logis de Boussac                                      | Cherves-Richemont                              | Schloss (Logis)      |                                                                        |      |
| Schloss Bouteville Château de Bouteville                              | Bouteville                                     | Schloss              | Ruine                                                                  |      |
| Schloss La Bréchinie Château de la Bréchinie                          | Grassac                                        | Schloss              |                                                                        |      |
| Schloss Le Breuil Château du Breuil                                   | Bonneuil                                       | Schloss              |                                                                        |      |
| Turm Le Breuil Tour du Breuil                                         | Dignac                                         | Burg (Turm)          |                                                                        |      |
| Schloss Le Breuil-Goulard Château du Breuil-Goulard                   | Londigny                                       | Schloss              |                                                                        |      |
| Schloss Brigueuil Château de Brigueuil                                | Brigueuil                                      | Schloss              |                                                                        |      |
| Burg Brillac Château de Brillac                                       | Brillac                                        | Burg                 |                                                                        |      |
| Schloss Cellettes Château de Cellettes                                | Cellettes                                      | Schloss              |                                                                        |      |
| Schloss Les Chabannes Château des Chabannes                           | Jarnac                                         | Schloss              |                                                                        |      |
| Schloss Chabrot Château de Chabrot                                    | Montbron                                       | Schloss              |                                                                        |      |
| Burg La Chaise Donjon de la Chaise                                    | Vouthon                                        | Burg (Donjon)        |                                                                        |      |
| Schloss Chalais Château de Chalais                                    | Chalais                                        | Schloss              |                                                                        |      |
| Schloss Chalonne Logis de Chalonne                                    | Fléac                                          | Schloss (Logis)      |                                                                        |      |
| Schloss Chalonne Logis de Chalonne                                    | Gond-Pontouvre                                 | Schloss (Logis)      |                                                                        |      |
| Schloss Chambes Château de Chambes                                    | Roumazières-Loubert                            | Schloss              |                                                                        |      |
| Schloss Champagne Château de Champagne                                | Champagne-Mouton                               | Schloss              |                                                                        |      |
| Schloss Chanteloup Château de Chanteloup                              | Cherves-Richemont                              | Schloss              |                                                                        |      |
| Schloss La Chapelle Château de la Chapelle                            | Champmillon                                    | Schloss              | Weingut                                                                |      |
| Schloss Charmant Château de Charmant                                  | Charmant                                       | Schloss              |                                                                        |      |
| Schloss Charras Château de Charras                                    | Charras                                        | Schloss              |                                                                        |      |
| Schloss Le Châtelard Château du Châtelard                             | Passirac                                       | Schloss              |                                                                        |      |
| Schloss Châtenay Château de Châtenay                                  | Cognac                                         | Schloss              |                                                                        |      |
| Schloss Chenon Château de Chenon                                      | Chenon                                         | Schloss              |                                                                        |      |
| Schloss Cherconnay Logis de Cherconnay                                | Longré                                         | Schloss (Logis)      |                                                                        |      |
| Schloss Chesnel Château Chesnel                                       | Cherves-Richemont                              | Schloss              | Weingut                                                                |      |
| Schloss La Chétardie Château de la Chétardie                          | Exideuil                                       | Schloss              |                                                                        |      |
| Schloss Chillac Château de Chillac                                    | Chillac                                        | Schloss              |                                                                        |      |
| Schloss Cognac Château de Cognac                                      | Cognac                                         | Schloss              |                                                                        |      |
| Herrenhaus Les Comtes Manoir des Comtes                               | Confolens                                      | Schloss (Herrenhaus) |                                                                        |      |
| Burg Confolens Château de Confolens                                   | Confolens                                      | Burg                 | Ruine                                                                  |      |
| Schloss La Cour Logis de la Cour                                      | Moulidars                                      | Schloss (Logis)      | Weingut                                                                |      |
| Schloss Le Coureau Château du Coureau                                 | Salles-d’Angles                                | Schloss              | Weingut                                                                |      |
| Schloss Cressé Château de Cressé                                      | Bourg-Charente                                 | Schloss              |                                                                        |      |
| Schloss Échoisy Domaine d'Échoisy                                     | Cellettes                                      | Schloss (Domäne)     |                                                                        |      |
| Schloss L’Éclopard Logis de l'Éclopard                                | Gensac-la-Pallue                               | Schloss (Logis)      |                                                                        |      |
| Schloss Les Étangs Château des Étangs                                 | Massignac                                      | Schloss              |                                                                        |      |
| Schloss La Faye Château de la Faye                                    | Deviat                                         | Schloss              |                                                                        |      |
| Schloss Fayolle Château de Fayolle                                    | Abzac                                          | Schloss              |                                                                        |      |
| Schloss Ferrières Château de Ferrières                                | Montbron                                       | Schloss              |                                                                        |      |
| Schloss Fissac Logis de Fissac                                        | Ruelle-sur-Touvre                              | Schloss (Logis)      |                                                                        |      |
| Schloss Fleurac Château de Fleurac                                    | Fleurac                                        | Schloss              |                                                                        |      |
| Schloss Fleurac Château de Fleurac                                    | Nersac                                         | Schloss              |                                                                        |      |
| Schloss Fontguyon Château de Fontguyon                                | Saint-Amant-de-Nouère                          | Schloss              |                                                                        |      |
| Schloss Forge Logis de Forge                                          | Mouthiers-sur-Boëme                            | Schloss (Logis)      |                                                                        |      |
| Schloss La Foucaudie Château de la Foucaudie                          | Nersac                                         | Schloss              | Heute das Rathaus (Mairie)                                             |      |
| Schloss La Foy Château de la Foy                                      | Mouthiers-sur-Boëme                            | Schloss              |                                                                        |      |
| Schloss Frégeneuil Logis de Frégeneuil                                | Soyaux                                         | Schloss (Logis)      |                                                                        |      |
| Schloss Gademoulin Château de Gademoulin                              | Gensac-la-Pallue                               | Schloss              |                                                                        |      |
| Schloss Garde-Épée Château de Garde-Épée                              | Saint-Brice                                    | Schloss              |                                                                        |      |
| Schloss Gorce Château de Gorce                                        | Pleuville                                      | Schloss              |                                                                        |      |
| Schloss Gourville Château de Gourville                                | Gourville                                      | Schloss              |                                                                        |      |
| Schloss La Grange Château de la Grange                                | Rouffiac                                       | Schloss              |                                                                        |      |
| Schloss Gurat Château de Gurat                                        | Gurat                                          | Schloss              |                                                                        |      |
| Schloss Jarnac Château de Jarnac                                      | Jarnac                                         | Schloss              | Abgegangen                                                             |      |
| Schloss Juillac-le-Coq Château de Juillac-le-Coq                      | Juillac-le-Coq                                 | Schloss              |                                                                        |      |
| Schloss Juyers Château de Juyers                                      | Champagne-Mouton                               | Schloss              |                                                                        |      |
| Schloss Lafont Logis de Lafont                                        | Mérignac                                       | Schloss (Logis)      |                                                                        |      |
| Schloss Lavaud Château de Lavaud                                      | Montbron                                       | Schloss              |                                                                        |      |
| Schloss La Lèche Logis de la Lèche                                    | Touvre                                         | Schloss (Logis)      |                                                                        |      |
| Schloss La Léotardie Château de la Léotardie                          | Nonac                                          | Schloss              |                                                                        |      |
| Schloss Lignères Château de Lignères                                  | Rouillac                                       | Schloss              | Cognac Distillerie                                                     |      |
| Schloss Lignières Château de Lignières                                | Lignières-Ambleville                           | Schloss              |                                                                        |      |
| Schloss Londigny Château de Londigny (Château du Peu)                 | Londigny                                       | Schloss              |                                                                        |      |
| Burg Loubert Motte féodale de Loubert                                 | Roumazières-Loubert                            | Burg (Motte)         |                                                                        |      |
| Schloss Lugérat Logis de Lugérat                                      | Montignac-Charente                             | Schloss (Logis)      |                                                                        |      |
| Schloss Mailleberchie Château de Mailleberchie                        | Villebois-Lavalette                            | Schloss              |                                                                        |      |
| Schloss Maillou Château de Maillou                                    | Saint-Saturnin                                 | Schloss              |                                                                        |      |
| Schloss Le Maine-Giraud Logis du Maine-Giraud                         | Champagne-Vigny                                | Schloss (Logis)      |                                                                        |      |
| Schloss Marendat Château de Marendat                                  | Montbron                                       | Schloss              |                                                                        |      |
| Burg Marthon Donjon de Marthon                                        | Marthon                                        | Burg (Donjon)        |                                                                        |      |
| Schloss Massignac Château de Massignac                                | Alloue                                         | Schloss              |                                                                        |      |
| Schloss Maumont Logis de Maumont                                      | Magnac-sur-Touvre                              | Schloss (Logis)      |                                                                        |      |
| Schloss Menet Château de Menet                                        | Montbron                                       | Schloss              |                                                                        |      |
| Schloss La Mercerie Château de la Mercerie                            | Magnac-Lavalette                               | Schloss              |                                                                        |      |
| Schloss Mérignac Château de Mérignac                                  | Mérignac                                       | Schloss              |                                                                        |      |
| Burg Merpins Château de Merpins                                       | Merpins                                        | Burg                 | Ruine                                                                  |      |
| Schloss Montausier Château de Montausier                              | Baignes                                        | Schloss              |                                                                        |      |
| Burg Montbron Château de Montbron                                     | Montbron                                       | Burg                 |                                                                        |      |
| Schloss Montchaude Château de Montchaude                              | Montmérac                                      | Schloss              |                                                                        |      |
| Burg Montignac-Charente Donjon de Montignac                           | Montignac-Charente                             | Burg (Donjon)        |                                                                        |      |
| Schloss Montjourdain Château de Montjourdain                          | Chassors                                       | Schloss              |                                                                        |      |
| Schloss Montmoreau Château de Montmoreau                              | Montmoreau                                     | Schloss              |                                                                        |      |
| Schloss La Mothe Logis de la Mothe                                    | Criteuil-la-Magdeleine                         | Schloss (Weingut)    |                                                                        |      |
| Schloss Nanclas Logis de Nanclas                                      | Jarnac                                         | Schloss (Logis)      |                                                                        |      |
| Schloss Nanteuil Logis de Nanteuil                                    | Sers                                           | Schloss (Logis)      |                                                                        |      |
| Schloss Nieuil Château de Nieuil                                      | Nieuil                                         | Schloss              |                                                                        |      |
| Schloss L’Oisellerie Château de l'Oisellerie                          | La Couronne                                    | Schloss              | Weingut                                                                |      |
| Schloss Ordières Château d'Ordières                                   | Benest                                         | Schloss              |                                                                        |      |
| Schloss La Petite Mothe Château de la Petite Mothe                    | Feuillade                                      | Schloss              |                                                                        |      |
| Schloss Peyras Château de Peyras                                      | Roumazières-Loubert                            | Schloss              |                                                                        |      |
| Schloss Les Pins Château des Pins                                     | Les Pins                                       | Schloss              |                                                                        |      |
| Schloss Le Portal Logis du Portal                                     | Vars                                           | Schloss (Logis)      |                                                                        |      |
| Schloss Le Pouyaud Château du Pouyaud                                 | Dignac                                         | Schloss              |                                                                        |      |
| Schloss Praisnaud Château de Praisnaud                                | Ambernac                                       | Schloss              |                                                                        |      |
| Burg Pranzac Château de Pranzac                                       | Pranzac                                        | Burg                 | Ruine                                                                  |      |
| Schloss Pressac Château de Pressac                                    | Saint-Quentin-sur-Charente                     | Schloss              |                                                                        |      |
| Schloss Puybautier Château de Puybautier                              | Saint-Coutant                                  | Schloss              |                                                                        |      |
| Schloss Puygâty Logis de Puygâty                                      | Chadurie                                       | Schloss (Logis)      |                                                                        |      |
| Schloss Puyvidal Château de Puyvidal                                  | Saint-Projet-Saint-Constant                    | Schloss              |                                                                        |      |
| Schloss Rancogne Château de Rancogne                                  | Rancogne                                       | Schloss              |                                                                        |      |
| Schloss Le Repaire Château du Repaire                                 | Rougnac                                        | Schloss              |                                                                        |      |
| Schloss Ribérolles Logis de Ribérolles                                | Rivières                                       | Schloss (Logis)      |                                                                        |      |
| Schloss Richemont Château de Richemont                                | Cherves-Richemont                              | Schloss              |                                                                        |      |
| Schloss La Rochandry Château de la Rochandry                          | Mouthiers-sur-Boëme                            | Schloss              |                                                                        |      |
| Schloss La Rochebeaucourt Château de la Rochebeaucourt                | Édon                                           | Schloss              |                                                                        |      |
| Schloss Rochebertier Logis de Rochebertier                            | Vilhonneur                                     |                      |                                                                        |      |
| Schloss Rochebrune Château de Rochebrune                              | Étagnac                                        | Schloss              |                                                                        |      |
| Schloss La Rochefoucauld Château de La Rochefoucauld                  | La Rochefoucauld                               | Schloss              |                                                                        |      |
| Schloss La Rochette Château de La Rochette                            | La Rochette                                    | Schloss              |                                                                        |      |
| Schloss Roissac Château de Roissac                                    | Angeac-Champagne                               | Schloss              |                                                                        |      |
| Schloss Saint-Amant-de-Bonnieure Logis de Saint-Amant-de-Bonnieure    | Saint-Amant-de-Bonnieure                       | Schloss (Logis)      |                                                                        |      |
| Schloss Saint-Brice Château de Saint-Brice                            | Saint-Brice                                    | Schloss              |                                                                        |      |
| Burg Saint-Germain-de-Confolens Château de Saint-Germain-de-Confolens | Confolens                                      | Burg                 | Ruine                                                                  |      |
| Schloss Saint-Martial Château Saint-Martial                           | Jarnac                                         | Schloss              |                                                                        |      |
| Schloss Saint-Mary Château de Saint-Mary                              | Saint-Mary                                     | Schloss              |                                                                        |      |
| Schloss Saint-Rémy Logis de Saint-Rémy                                | Cherves-Richemont                              | Schloss (Logis)      |                                                                        |      |
| Schloss Sainte Catherine Château de Sainte-Catherine                  | Montbron                                       | Schloss              |                                                                        |      |
| Schloss Sansac Château de Sansac                                      | Beaulieu-sur-Sonnette                          | Schloss              |                                                                        |      |
| Schloss Saveille Château de Saveille                                  | Paizay-Naudouin-Embourie                       | Schloss              |                                                                        |      |
| Schloss Serre Château de Serre                                        | Abzac                                          | Schloss              |                                                                        |      |
| Schloss Sigogne Logis de Sigogne                                      | Coulgens                                       | Schloss (Logis)      |                                                                        |      |
| Schloss Sireuil Logis de Sireuil                                      | Sireuil                                        | Schloss              | Heute das Rathaus                                                      |      |
| Schloss Suaux Château de Suaux                                        | Suaux                                          | Schloss              | Heute das Rathaus (Mairie)                                             |      |
| Schloss Tessé Logis de Tessé                                          | La Forêt-de-Tessé                              | Schloss (Logis)      |                                                                        |      |
| Schloss Tilloux Château de Tilloux                                    | Bourg-Charente                                 | Schloss              |                                                                        |      |
| Schloss La Tourgarnier Logis de la Tourgarnier                        | Angoulême                                      | Schloss (Logis)      |                                                                        |      |
| Schloss Les Tours Logis des Tours                                     | Villefagnan                                    | Schloss (Logis)      |                                                                        |      |
| Schloss Touvérac Château de Touvérac                                  | Touvérac                                       | Schloss              |                                                                        |      |
| Burg Touvre Château de Touvre                                         | Touvre                                         | Burg                 | Ruine                                                                  |      |
| Schloss La Tranchade Château de la Tranchade                          | Garat                                          | Schloss              |                                                                        |      |
| Schloss Triac Château de Triac                                        | Triac-Lautrait                                 | Schloss              |                                                                        |      |
| Schloss Vars Château de Vars                                          | Vars                                           | Schloss              |                                                                        |      |
| Schloss La Vergne Logis de la Vergne                                  | Alloue                                         | Schloss (Logis)      |                                                                        |      |
| Schloss Verteuil Château de Verteuil                                  | Verteuil-sur-Charente                          | Schloss              |                                                                        |      |
| Burg Vibrac Château de Vibrac                                         | Vibrac                                         | Burg                 | Ruine                                                                  |      |
| Schloss Vilhonneur Château de Vilhonneur                              | Moulins-sur-Tardoire                           | Schloss              |                                                                        |      |
| Schloss Villars-Marange Château de Villars-Marange                    | Mérignac                                       | Schloss              |                                                                        |      |
| Schloss La Villatte Logis de la Villatte                              | Ansac-sur-Vienne                               | Schloss (Logis)      |                                                                        |      |
| Burg Villebois-Lavalette Château de Villebois-Lavalette               | Villebois-Lavalette                            | Burg                 | Ruine                                                                  |      |
| Schloss Villevert Château de Villevert                                | Esse                                           | Schloss              |                                                                        |      |
| Schloss Vouzan Château de Vouzan                                      | Vouzan                                         | Schloss              |                                                                        |      |